# Greta (rivier)

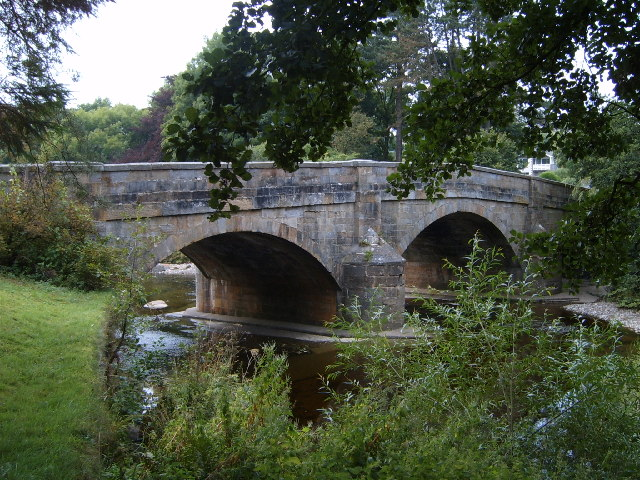
Brug over de Greta in Burton-in-Lonsdale.

De Greta is een Engelse rivier die door Lancashire en North Yorkshire stroomt. De rivier wordt gevormd door de samenvloeiing van de Twiss en de Doe in Ingleton. Vanuit Ingleton stroomt de Greta westwaarts door Burton-in-Lonsdale en langs de grens in Lancashire, Cantsfield en Wrayton, waar de Greta in de Lune vloeit. De rivier vloeit door de Greta-vallei in Yorkshire.